# Meczet Husejna Paszy
Meczet Husejna Paszy (serb. Хусеин-пашина џамија) – meczet znajdujący się w Pljevlji w Czarnogórze.

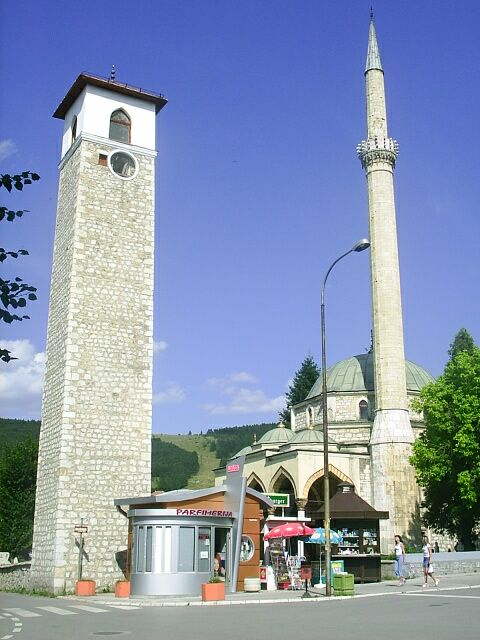
Minaret meczetu Husejna Paszy (42 m)

Świątynia została wzniesiona w latach 1573–1594 i nazwana imieniem fundatora Husejna paszy Boljanicia, pochodzącego ze wsi Boljanići. Do niedawna meczet posiadał najwyższy na Półwyspie Bałkańskim minaret (42 m). Początkowo minaret był niższy, ale po uszkodzeniu przez piorun w 1911 został przebudowany i podwyższony do obecnego stanu.
Wnętrze meczetu zdobi polichromia, składająca się z motywów roślinnych i wersetów Koranu.